# Paralabrax callaensis
Paralabrax callaensis is een  straalvinnige vissensoort uit de familie van zaag- of zeebaarzen (Serranidae). De wetenschappelijke naam van de soort werd voor het eerst geldig gepubliceerd in 1906 door Starks.
De soort staat op de Rode Lijst van de IUCN als Onzeker, beoordelingsjaar 2007.